# Teleogonia epicharis
Teleogonia epicharis är en insektsart som beskrevs av Young 1977. Teleogonia epicharis ingår i släktet Teleogonia och familjen dvärgstritar. Inga underarter finns listade i Catalogue of Life.